# Zdjęcie w godzinę
Zdjęcie w godzinę (ang. One Hour Photo) – amerykański thriller psychologiczny z 2002 roku w reżyserii Marka Romanka, w którym główną rolę gra Robin Williams.
Film miał być dłuższy, ale na prośbę wytwórni Romanek skrócił go. Wersja reżyserska nie jest dostępna, ale została pokazana na festiwalu filmowym w Sundance.

## Fabuła
Seymour "Sy" Parrish (Robin Williams) to samotny nieśmiały mężczyzna, który spędza wolny czas przed telewizorem. Od 20 lat zawodowo zajmuje się wywoływaniem zdjęć. Prowadzi małe laboratorium fotograficzne w dużym sklepie SavMart, gdzie ma wielu stałych klientów, m.in. rodzinę Yorkinów, których zdjęcia wywołuje odkąd urodził się ich syn Jake (Dylan Smith). Przyglądając się ich zdjęciom, Sy przeżywa ich życie jakby sam chciał należeć do ich rodziny. W tajemnicy wykonuje dla siebie dodatkowe odbitki z ich zdjęć i wiesza je na ścianie u siebie w mieszkaniu. Kilkakrotnie stara się nawiązać bliższy kontakt z rodziną Yorkinów, udaje mu się to na moment, ale wkrótce potem zostaje zwolniony z pracy za kradzież. Przeglądając kolejny raz ich zdjęcia, odkrywa, że ich rodzina nie jest wcale taka idealna, jak mu się wydawało i postanawia zadziałać na własną rękę.

## Obsada
- Robin Williams – Seymour "Sy" Parrish
- Connie Nielsen – Nina Yorkin
- Michael Vartan – Will Yorkin
- Dylan Smith – Jake Yorkin
- Gary Cole – Bill Owens
- Eriq La Salle – James Van Der Zee
- Clark Gregg – Paul Outerbridge
- Erin Daniels – Maya Burson

## Nagrody i wyróżnienia
- Saturn 2003
  - Robin Williams – najlepszy aktor (nagroda)
  - najlepszy film akcji/przygodowy/thriller (nominacja)
  - Reinhold Heil i Johnny Klimek – najlepsza muzyka (nominacja)
  - Connie Nielsen – najlepsza aktorka drugoplanowa (nominacja)
  - Mark Romanek – najlepszy scenarzysta (nominacja)
- International Horror Guild 2003
  - najlepszy film (nominacja)
- Nagroda Satelita 2003
  - Robin Williams – najlepszy aktor w filmie dramatycznym (nominacja)
  - Jeffrey Ford – najlepszy montaż (nominacja)
- Nagroda Młodych Artystów 2003
  - Dylan Smith – najlepszy aktor drugoplanowy (nominacja)